# Гонсалес Солис, Хиль Артуро
Хиль Артуро Гонсалес Солис (исп. Gil Arturo González Solis) (? — 18 апреля 2012, Гватемала, Гватемала) — гватемальский юрист и государственный деятель, и.о. министра иностранных дел Гватемалы (1969).

## Биография
После окончания в 1959 г. юридического факультета  Университета Сан-Карлоса получил квалификацию юриста и нотариуса, в 1960 г. проходил обучение в языковой школе языков в Университете Джорджтауна, Вашингтон, США;  в 1962 г. получил степень в школе экономики и политических наук в Лондонского университета.
Работал в составе различных апелляционных судов. Затем - юристом в Министерстве образования. Занимал должность заместителя министра иностранных дел, в апреле-июне 1969 г. исполнял обязанности министра иностранных дел Гватемалы.
Впоследствии являлся судьей Верховного избирательного трибунала, членом Верховного суда, Президентом второй палаты Апелляционного суда Гватемалы, советником посольства в Великобритании.